# George McCready Price
George Edward McCready Price (ur. 26 sierpnia 1870, zm. 24 stycznia 1963) – kanadyjski adwentysta, kreacjonista.

## Życiorys
Pochodził z Nowego Brunszwiku. W wieku 14 lat wraz z bratem i owdowiałą matką wstąpił do Kościoła Adwentystów Dnia Siódmego. W latach 1891–1893 studiował w adwentystycznym Battle Creek College (obecnie Andrews University). Po powrocie w rodzinne strony zarabiał na życie sprzedażą książek, później od 1897 roku, po ukończeniu rocznego kursu przygotowawczego, pracował jako nauczyciel szkolny w niewielkich miejscowościach. Na początku XX wieku przeprowadził się do Stanów Zjednoczonych. Był wykładowcą w kilku amerykańskich uczelniach adwentystycznych: Loma Linda University (1906–1912), San Fernando Academy (1912–1913), Lodi Academy (1914–1920), Pacific Union College (1920–1922), Union College (1922–1924), Stanborough College (1924–1928), Andrews University (1929–1933), Walla Walla University (1933–1938). Pisał również artykuły do licznych chrześcijańskich czasopism i magazynów.
Interesował się amatorsko geologią. Był zwolennikiem dosłownej interpretacji zawartego w Księdze Rodzaju opisu stworzenia świata w sześć dni. Napisał kilka książek, m.in. Outlines of Modern Christianity and Modern Science (1902), Illogical Geology: The Weakest Point in Evolution Theory (1906), The Fundamentals of Geology (1913) i The New Geology (1923). Odrzucał w nich teorię ewolucji, którą uważał za nienaukową, pogańską religię o satanistycznych korzeniach. Twierdził, że przyjmowana przez współczesną naukę kolumna geologiczna jest nieprawdziwa, biblijny globalny potop był historycznym wydarzeniem, które miało miejsce około 2000 roku p.n.e., Ziemia zaś została stworzona wraz z całym obecnym na niej życiem roślinnym i zwierzęcym 6–7 tysięcy lat temu. Skamieniałości miałyby być pozostałościami przedpotopowej flory i fauny.
Poglądy Price’a wywarły olbrzymi wpływ na ukształtowanie się współczesnego fundamentalistycznego kreacjonizmu. Do twierdzeń geologicznych wyłożonych w jego pracach odwoływał się podczas tzw. małpiego procesu William Jennings Bryan. Idee i argumentacja  Price’a znalazły później swoje odbicie w wydanej w 1961 roku pracy Henry’ego M. Morrisa i Johna C. Whitcomba The Genesis Flood.